# Koewarasan
Koewarasan es uno de los siete ressorts, o en neerlandés ressorten, en los que se divide el distrito de Wanica en Surinam, se ubica en el centro del distrito.
Limita al norte con el ressort de Saramacca Polder, al este con el distrito de Paramaribo y el ressort de De Nieuwe Grond, al sur con el ressort de Lelydorp y al oeste con el distrito de Saramacca.
En 2004, Koewarasan, según cifras de la Oficina Central de Asuntos Civiles tenía 16 161 habitantes.